# الثورة الإسبانية (1936)
الثورة الإسبانية كانت ثورة اجتماعية عمالية بدأت خلال الحرب الأهلية الأسبانية سنة 1936 وأسفرت عن تطبيق واسع النطاق لمبادئ تنظيمية اشتراكية أناركية وتوسع أكثر بالاشتراكية التحررية في أنحاء مختلفة من البلاد لمدة سنتين إلى ثلاث سنوات، وخصوصا في كتالونيا وأراغون وأندولوسيا وأجزاء من مجتمع بلنسية. تم وضع جزء كبير من اقتصاد إسبانيا تحت سيطرة العمال. ففي معاقل الأناركيين مثل كاتالونيا كان الرقم مرتفعا إلى 75٪. وكانت المصانع تدار من خلال اللجان العمالية، وأصبحت المناطق الزراعية جماعية وتدار مثل كوميونات اشتراكية تحررية. وكانت العديد من الشركات الصغيرة مثل الفنادق ومحلات الحلاقة والمطاعم قد أصبحت جماعية ويديرها عمالها.
ومن أهم من قام بتنظيم جهود العمل الجماعي هم منتسبي الاتحاد الوطني للعمل (بالإسبانية: Confederación Nacional del Trabajo)‏ أو CNT والاتحاد الأيبيري اللاسلطوي (بالإسبانية: Federación Anarquista Ibérica)‏ أو FAI. كما شارك اتحاد العمال العام (بالإسبانية: Unión General de Trabajadores)‏ أو UGT في تنفيذ العمل الجماعي.

## مراحل الثورة
في 17 يوليو 1936 بدأ الانقلاب العسكري. وفي 18 يوليو ظهر فراغ وانهيار في سلطة الدولة الجمهورية الضعيفة (أربع حكومات خلفت بعضها البعض في يوم واحد) أدى إلى حل الهياكل القسرية للدولة أو شلها في بعض الأماكن، حيث لم يتمكن مدبرو الانقلاب من الاستيلاء على السلطة. وخلال ذلك كان عدد منتسبي CNT حوالي 1,577,000 عضو، وضم UGT حوالي 1,447,000 عضو. وفي 19 يوليو وصل التمرد إلى كاتالونيا فحمل العمال السلاح واقتحموا الثكنات وأقاموا المتاريس وهزموا الجيش في النهاية.

### المرحلة الأولى من الثورة (يوليو-سبتمبر 1936): صيف الأناركية

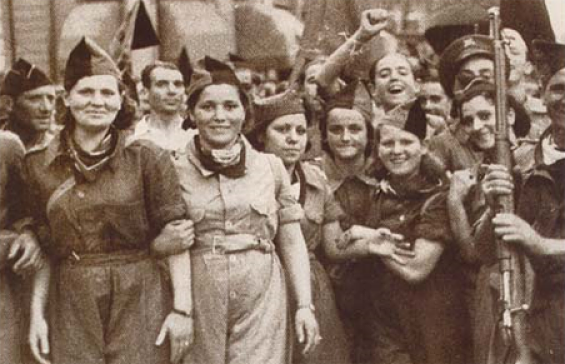
نساء مليشيات أناركيات خلال الثورة الاجتماعية الإسبانية 1936.

دعت نقابات CNT و UGT إلى إضراب عام في الفترة من 19 إلى 23 يوليو ردًا على التمرد العسكري ولامبالاة الدولة الواضح تجاهها. وعلى الرغم من وجود سجلات محددة في الأيام السابقة لتوزيع الأسلحة بين القطاعات المدنية، فقد كان ذلك خلال الإضراب العام عندما قامت مجموعات من النقابيين المرتبطين بنقاباتهم ومجموعات أخرى أصغر بالتهجم على العديد من مستودعات الأسلحة التابعة لقوات الدولة. بصرف النظر عما إذا كانوا في حالة تمرد ضد الحكومة أم لا.
في الأسابيع الأولى برز قطاعين من قطاعات النقابية-اللاسلطوية الثورية: المجموعة الراديكالية ومرتبطة بالأساس بالاتحاد الأيبيري اللاسلطوي (FAI) ومن خلاله إلى CNT، على الرغم من مساهمة المنظمات الأصغر الأخرى، والتي فهمت الظاهرة على أنها ثورة بالطريقة التقليدية؛ والمجموعة المحتملة ومكونة من أعضاء من قطاعات أكثر اعتدالًا في CNT (ومن مجموعات ثورية أخرى أيضا معتدلة)، والتي عبرت عن الرغبة بمشاركة في جبهة أوسع، والتي سميت فيما بعد بالجبهة الشعبية المناهضة للفاشية FPA، نتيجة إضافة النقابات إلى الائتلاف الانتخابي المسمى بالجبهة الشعبية. وفي نفس الوقت تشكلت هياكل إدارية عاملة خارج الدولة، والتي أصبح معظمها ذا طابع محلي أو إقليمي، وفي حالات محددة قد يتجاوز تلك الحدود.
في غضون الأيام التالية، تبلورت جبهات الحرب الأهلية، والتي كانت أراغون أهمها. وتوجهت إليها أول ميليشيا تطوعية في يوم 24 يوليو 1936. وهو طابور دوروتي، واحتوى على حوالي 3000 شخص، معظمهم من العمال بزعامة بوينافينتورا دوروتي الذي طبق الشيوعية اللاسلطوية في البلدات التي مر عليها. بالإضافة إلى ذلك تم تشكيل هياكل عسكرية شعبية أخرى، مثل الطابور الحديدي والأحمر والأسود، والتي غادرت أيضًا إلى أراغون. أدت تلك الحركات إلى تركيز غير عادي للأناركيين في الجزء الذي لم يأخذه الجيش بعد. أتاح وصول آلاف من الميليشيات الأناركية من كتالونيا وفالنسيا، ووجود قاعدة شعبية ريفية أراغونية كبيرة ذات انتماء لاسلطوي - نقابي من ناحية أخرى بالتطور التدريجي لأكبر تجربة جماعية للثورة.
خلال المرحلة الأولى سقط معظم الاقتصاد الإسباني تحت سيطرة العمال الذين نظمتهم النقابات؛ بشكل رئيسي في المناطق الأناركية مثل كاتالونيا، ولكن في مناطق التأثير الاشتراكي كان المعدل أقل بكثير. وبرزت هياكل جديدة شكلت الأسس الاقتصادية والاجتماعية لتلك القوة المضادة التي ظهرت في المناقشات البلدية والتي أعطت لتلك المرحلة من الحرب الأهلية طابع الثورة الاجتماعية، على الأقل حتى أحداث مايو 1937 في برشلونة.
أما جورج أورويل الذي اشتهر بأعماله المعادية للسلطة: مزرعة الحيوان و1984 الذي كان جنديًا في فرقة لينين التابعة لحزب POUM المتحالف مع CNT، حيث وثق بدقة ملاحظاته عن الحرب الأهلية، وأعرب عن إعجابه بالثورة الاجتماعية في كتابه الحنين إلى كاتالونيا.
وقد استُخدمت البلديات أو الكميونات وفق المبدأ الأساسي «من كل على حسب استطاعته إلى كل على حسب حاجته». وتم التخلص في بعض الأماكن من الأموال تمامًا لتحل محلها قسائم. في ظل هذا النظام كانت تكلفة البضائع في كثير من الأحيان أكثر بقليل من ربع التكلفة السابقة. خلال الثورة تمت مصادرة 70٪ من مناطق الريف في كاتالونيا، وحوالي 70٪ في شرق أراغون، و 91٪ من أراضي إكستريمادورا التي بقيت في الجمهورية، و 58٪ في قشتالة والمنشف، و 53٪ في أندلسيا التي لم تخضع للجيش المتمرّد، 25٪ مدريد و24٪ في مرسية و13٪ في مجتمع بلنسية الحالية. فيما يتعلق بالتجميع الجماعي لهذه الأراضي المصادرة، فهو يمثل مجموع 54٪ من المساحة المصادرة من إسبانيا الجمهورية، وفقًا لبيانات معهد الإصلاح الزراعي. ولكن نظرًا لأن وزارة الزراعة وبالتالي معهد الإصلاح الزراعي هي تحت سيطرة الحزب الشيوعي، فإن التجميع يمكن أن يكون أعلى من البيانات. كانت المقاطعات التي أصبحت فيها المجتمعات الريفية أكثر أهمية هي تلك الموجودة في سيوداد ريال - حيث تم تجميع 1,002,615 هكتارًا سنة 1938، أي 98.9 ٪ من المساحة المزروعة سنة 1935، وجيان مع 685,000 هكتار (76.3٪ من الأراضي المزروعة) بشكل جماعي. تاركة بقية مقاطعات الجمهورية متخلفة عن الركب. وقد صمدت العديد من الكوميونات حتى نهاية الحرب. وكانت معدلات أنتاج الكوميونات الأناركية أكثر كفاءة من ذي قبل، حيث زادت الإنتاجية بنسبة 20٪. عملت المناطق المحررة حديثًا على مبادئ تحررية بالكامل، فاتخاذ القرارات يكون من خلال مجالس المواطنين العاديين دون أي بيروقراطية.
وفي أراغون تم الإعلان عن الشيوعية التحررية واعتبارها من طوابير الميليشيات التحررية [الإنجليزية]، وشُكل مايقرب من 450 كميون ريفي جميعها بيد الاتحاد الوطني للعمل CNT عدا 20 بلدية بقيادة اتحاد العمال العام UGT. وفي منطقة بلنسية تم إنشاء 353 كميون أو بلدية. وأحد التطورات الرئيسية هي التطبيق الكامل للاشتراكية في الصناعات والخدمات في مدينة ألكوي.
وفي الصناعة الكتالونية فقد استولت نقابات عمال الكونفدرالية على العديد من مصانع النسيج، ونظمت عربات الترام والحافلات في برشلونة، وأنشأت شركات جماعية في صيد الأسماك وصناعة الأحذية بل وامتدت إلى متاجر التجزئة الصغيرة والمعارض العامة. وخلال أيام قليلة أصبحت 70٪ من الشركات الصناعية والتجارية في كاتالونيا -التي ارتكز فيها ثلثي الصناعة في إسبانيا- ملكًا للعمال.

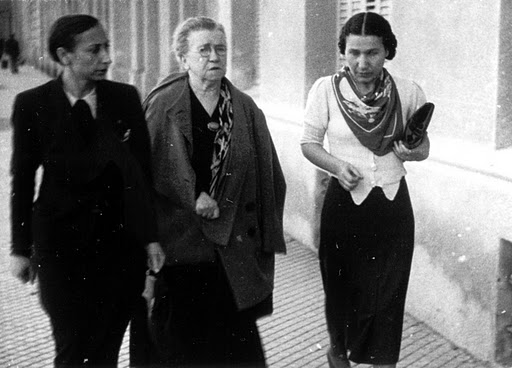
لوسيا سانشيز سورنيل وإيما جولدمان.

إلى جانب الثورة الاقتصادية، فقد كان هناك وجود للثورة الثقافية والأخلاقية: أصبحت المسارح التحررية أماكن اجتماع ومراكز ثقافية معتمدة للتدريب الأيديولوجي، حيث نظموا فصول لمحو الأمية والحديث عن الصحة ورحلات إلى الريف ومكتبات عامة والعروض المسرحية والتجمعات السياسية وورش الخياطة وغيرها، وأنشئت العديد من المدارس العقلانية والتي وسعت مساهمات مراكز الأثينيوم والمراكز النقابية، حيث تم تبني الأفكار التعليمية لفرانسيسك فيرير وريكاردو ميلا وليو تولستوي وماريا مونتيسوري. وفي المجال الاجتماعي اعتبرت بعض التقاليد على أنها أنواع من الاضطهاد، كما اعتبرت الأخلاق البرجوازية غير إنسانية وفردية. دافعت المبادئ الأناركية عن الحرية الواعية للفرد والواجب الطبيعي للتضامن بين البشر كأداة فطرية لتقدم المجتمعات.
كانت الآثار الاجتماعية للثورة أقل خطورة من الآثار الاقتصادية. فعندما ظهرت تغييرات اجتماعية أكبر في المدن الحضرية (سارت برشلونة على «النمط البروليتاري» وأنشأت كتالونيا مرافق إجهاض غير مكلفة)، فقد ظلت مواقف الطبقات الدنيا متحفظة إلى حد ما وهناك ضعف في محاكاة الأخلاق الثورية على الطريقة الروسية.
وقد اختلف النظام العام بقوة، حيث استغنى عن القوات التقليدية للنظام العام (الشرطة والحرس المدني والمحاكم والجيش) وحل محلها دوريات المراقبة شكلها المتطوعين والميليشيات الشعبية وتجمعات الأحياء التي كانت تهدف إلى حل المشكلات التي قد تنشأ. فُتحت أبواب العديد من السجون وتم إطلاق سراح السجناء الذين كان بينهم العديد من السياسيين والمجرمين العاديين وتم هدم بعض السجون.
لكن على الرغم من تفكك سلطة الدولة، إلا أن الحكومة اتخذت في 2 أغسطس أحد الإجراءات الأولى لاستعادة السيطرة على الثورة، وهو إنشاء كتائب المتطوعين، وهي بداية الجيش الجمهوري الإسباني. كما أصدرت بعض المراسيم الرمزية التي طغت عليها الظاهرة الثورية:
- 18 يوليو: مرسوم يعلن أن العسكريين الذين شاركوا في الانقلاب عاطلون عن العمل.
- 25 يوليو: مرسوم يعلن أن موظفي الحكومة المتعاطفين مع مدبري الانقلاب عاطلين عن العمل.
- 25 يوليو: مرسوم التدخل في الصناعة.
- 3 أغسطس: مرسوم مصادرة السكك الحديدية.
- 3 أغسطس: مرسوم التدخل في أسعار بيع المواد الغذائية والملابس.
- 8 أغسطس: مرسوم مصادرة أملاك ريفية.
- 13 أغسطس: مرسوم بإغلاق مؤسسات دينية.
- 19 أغسطس (كاتالونيا): مرسوم التنشئة الاجتماعية والنقابات في الاقتصاد.
- 23 أغسطس: مرسوم استحداث محاكم الشعب.

ظهرت أولى التوترات بين إستراتيجية الأناركيين وسياسة الحزب الشيوعي الإسباني وامتداده في كاتالونيا الحزب الاتحادي الاشتراكي الكتالوني PSUC، وفي 6 أغسطس ترك أعضاء الحزب الاتحادي حكومة كتالونيا بسبب ضغوط الأناركية النقابية.

### المرحلة الثانية من الثورة (سبتمبر–نوفمبر 1936): حكومة النصر الأولى

شعار مجلس الدفاع الإقليمي لأراغون.

اقتصرت هياكل الدولة في هذه المرحلة والمرحلة السابقة على التشريع حول سياسة واقع الثورة، على الرغم من تصاعد التصعيد العسكري ضد الجيش المتمرّد، فقد بدأت النقابات بالتنازل شكليا عن سيطرتها على الطوابير للدولة للدفاع عن مدريد من أكتوبر إلى نوفمبر 1936، والتي كانت تديرها هيئة شبه مستقلة - مجلس الدفاع عن مدريد - حيث مثلت فيه جميع أحزاب الجبهة الشعبية بالإضافة إلى الفوضويين. انعكس كل هذا الاتفاق والتقارب المتزايد تدريجياً بين أحزاب الجبهة الشعبية والنقابات في تشكيل «أول حكومة انتصار» برئاسة لارجو كابييرو في 4 سبتمبر.
ومن أهم الإجراءات التي تهدف إلى استيعاب أو محاولة تشريع نشاط الثوار:
- 17 سبتمبر: مرسوم مصادرة أملاك الأشخاص المُدانين من قبل المحاكم الشعبية التابعة للحكومة.
- 10 أكتوبر: صدور مرسوم بتشكيل لجان الطوارئ الحكومية.
- 22 أكتوبر (كاتالونيا): مرسوم بشأن التجمعات والرقابة العمالية.

على الرغم من هذه الموافقة الواضحة للثوار، إلا أنهم لم يتدخلوا بنشاط في تطور الثورة، فقد كان هدفهم الرئيس هو تعزيز وتقوية الجيش باعتباره حجر الأساس للدولة. بالإضافة إلى المحاولات المتكررة لحل لجنتي الحرب والدفاع الشعبية، فقد تقرر:
- 16 سبتمبر: مرسوم يأخذ سيطرة الحكومة على ميليشيا الحرس المساند.
- 28 سبتمبر: مرسوم بالنقل الطوعي لرؤساء وضباط المليشيات الشعبية إلى الجيش.
- 29 سبتمبر: مرسوم بتطبيق قانون القضاء العسكري على الميليشيات الشعبية.

عندما بدأت الحرب تطول، خفت روح الأيام الأولى للثورة، وبدأت الاحتكاك بين أعضاء الجبهة الشعبية المختلفين، ويرجع ذلك جزئيًا إلى سياسات الحزب الشيوعي الإسباني (PCE) الذي أسسته وزارة خارجية الاتحاد السوفياتي الستاليني، أكبر مصدر للمساعدات الخارجية للجمهورية.
دافع PCE عن فكرة أن استمرار الحرب الأهلية جعلت من الضروري تأجيل الثورة الاجتماعية الحالية حتى ينتصر الجمهوريون في الحرب. ودعا الحزب إلى عدم استعداء الطبقات الوسطى، وهي القواعد الشعبية لأحزاب الجمهورية، التي يمكن أن تتأثر وتتضرر من الثورة وتتجه نحو العدو. في حكومة الجبهة الشعبية كانت هناك أحزاب مثل اليسار الجمهوري والاتحاد الجمهوري واليسار الجمهوري لكتالونيا مدعومة بأصوات ومصالح الطبقة الوسطى (موظفون مدنيون ومحترفون ليبراليون وتجار صغار وفلاحون). إلا أن الأناركيون واتباع حزب التوحيد العمالي الماركسي POUM (اليسار الشيوعي) لم يتفقوا مع هذا الرأي، مدركين أن الحرب والثورة هما نفس الشيء في السياق الإسباني، وامتداد لبعضهما البعض. لقد اعتقدوا أن الحرب هي امتداد للنضال الطبقي، وأن البروليتاريا قد هزمت الجيش بسبب الدافع الثوري الذي كانوا يحملونه لسنوات وليس بسبب الدفاع عن جمهورية برجوازية. وأن القوميون يمثلون بالضبط الطبقة التي يقاتلها الثوار: كبار الرأسماليين وملاك الأراضي والكنيسة والحرس المدني والجيش الاستعماري.
وسرعان ما تم قطع المساعدات عن ميليشيات الأحزاب والجماعات المعارضة لموقف حكومة الجبهة الشعبية، فتراجعت قدرتها على التحرك، مما دفع بالجمهوريين إلى قلب التغييرات الأخيرة أجريت في معظم المناطق. خلال تلك الفترة وافقت بعض الهياكل الثورية على برامج عمل جديدة قدمتها الحكومة، مما أدى بحكومة الجمهورية إلى حل أو بدء استيعاب الهياكل الثورية والاستيلاء عليها.
كان الاستثناء هو تقوية العملية الجماعية في أراغون، حيث وصل الآلاف من رجال الميليشيات التحررية من بلنسية وكتالونيا، حيث كانا قبل الحرب الأهلية من أهم القواعد النقابية-اللاسلطوية العمالية تابعة ل CNT في إسبانيا. ودعت اللجنة الإقليمية ل CNT في أراغون إلى انعقاد جمعية عامة في بوخارالوث أواخر سبتمبر 1936. وفقًا للتوجيهات المقترحة في 15 سبتمبر 1936 في مدريد من قبل الجلسة العامة الوطنية للأعضاء الإقليميين للكونفدرالية CNT، اقترح على جميع القطاعات السياسية والنقابية تشكيل مجالس دفاع إقليمية مرتبطة اتحاديًا بمجلس الدفاع الوطني الذي يؤدي وظائف الحكومة المركزية، ووافق على إنشاء مجلس الدفاع الإقليمي لأراغون الذي احتفل بأول اجتماع في 15 أكتوبر من نفس العام.
على الرغم من ذلك بدأت القطاعات الأكثر راديكالية وفوضوية في كاتالونيا (CNT-FAI) يوم 26 سبتمبر بسياسة تعاون مع الدولة، واندمجوا في الحكومة المستقلة لخنيرال كاتالونيا، التي ولدت من جديد مكان اللجنة المركزية للميليشيات المناهضة للفاشية في كاتالونيا التي حلت نفسها في 1 أكتوبر. من ناحية أخرى تم إضفاء الشرعية على مجلس الدفاع الإقليمي لأراغون وتنظيمه في 6 أكتوبر بموجب مرسوم. كما تم إعادة تنظيم مجلس الدفاع الوطني المقترح وإحباط تطويره. وفي مواجهة هذا التسامح الظاهر، صدر مرسوم صادر لخنيرال كاتالونيا في 9 أكتوبر حظر جميع اللجان المحلية في كاتالونيا، واستبدل بها بالمجالس البلدية التابعة للجبهة الشعبية المناهضة للفاشية. كل هذه التنازلات للمؤسسات اعتبرها البعض خيانة للمبادئ الكلاسيكية للأناركية، ولاقت انتقادات لاذعة من الزملاء.

### المرحلة الثالثة من الثورة (نوفمبر 1936 - يناير 1937): حكومة النصر الثانية
في 2 نوفمبر وافقت اللجنة التنفيذية الشعبية لبلنسية على برنامج عمل جديد يخضع لسياسة حكومة لارجو كابييرو الجمهورية، وضمت أعضاء CNT وهم: خوان غارسيا أوليفر وخوان لوبيز سانشيز وفيديريكا مونتسيني وخوان بييرو. فاستولى الطابور الحديدي على فالنسيا لفترة وجيزة من نفس الشهر احتجاجًا على نقص الإمدادات المقدمة من اللجنة التنفيذية الشعبية، فاندلعت الاشتباكات بسبب ذلك في شوارع المدينة بين الميليشيات التحررية والشيوعيين، مما أدى إلى مقتل أكثر من 30 شخصًا.
وفي 14 نوفمبر وصل طابور دوروتي إلى مدريد استسلامًا لضغوط الأناركية، الذين طالبوا بالتعاون مع الدولة. في 20 نوفمبر توفي بوينافينتورا دوروتي في ظروف مريبة أثناء قتاله في معركة مدريد حيث وصل مع أكثر من ألف رجل من الميليشيات من جبهة أراغون.
وفي 17 ديسمبر نشرت صحيفة برافدا اليومية في موسكو افتتاحية تقول: «لقد بدأ بالفعل تطهير التروتسكيين والنقابيين الفوضويين في كتالونيا؛ لقد نُفِّذت بنفس القوة كما في الاتحاد السوفيتي». لقد بدأ الستالينيون في تصفية أي مناهض للفاشية والتجمعات والهياكل الثورية الأخرى التي لم تخضع لتوجيهات موسكو.
في 23 ديسمبر تم تحويل لجنة حرب خيخون بمرسوم إلى مجلس مقاطعات أستورياس وليون، تنظمه سلطات الحكومة الجمهورية وهي أكثر اعتدالًا في سياساتها، في نفس الوقت الذي اعترفت فيه بتشكيل لجنة الدفاع الوطني. وفي 8 يناير 1937 تم حل اللجنة التنفيذية الشعبية لبلنسية.
خلال تلك المرحلة سيطرت الحكومة بالكامل على الميليشيات الشعبية الفوضوية، وحلتها بعد ادماجها إجباريًا في الجيش الجمهوري الإسباني، منظم هرميًا بقيادة ضباط الجيش المحترفين. لم تستمر الثورة كقوة مستقلة بعد حكومة لارجو كابييرو الثانية.

### نهاية الثورة (يناير-مايو 1937)
في 27 فبراير 1937 حظرت الحكومة الجريدة الناطقة باسم حزب FAI، وبالتالي بدأت فترة أضحت خلالها معظم المنشورات الناقدة للحكومة تعاني من الرقابة. في اليوم التالي حظرت الشرطة من الانتماء إلى أحزاب أو نقابات سياسية، وهو إجراء اتخذته الحكومة الإقليمية الكتالونية في 2 مارس. وفي 12 مارس صادقت حكومة خنيرال على أمر بمصادرة جميع الأسلحة والمواد المتفجرة من غير العسكريين. فازدادت المواجهات مع قطاعات FPA، وفي 27 مارس استقال المستشارون الأناركيون للحكومة الكتالونية المستقلة. خلال شهر مارس اكتملت «عسكرة» الميليشيات وتحولت إلى جيش نظامي وخاضع لأنظمته الانضباطية والهرمية، فتعالت ضده أصوات أناركية كثيرة.
وفي 17 أبريل بعد يوم من عودة وزراء CNT إلى الخنيرال، طالب حرس الحدود [الإنجليزية] في بويغثيردا دوريات عمال CNT بتسليمهم السيطرة على جمارك الحدود مع فرنسا. في الوقت نفسه تم إرسال الحرس المدني وحرس الاقتحام إلى فيغيراس ومدن أخرى في جميع أنحاء مقاطعة جرندة لإزالة سيطرة المنظمات العمالية على الشرطة، وحل «مجلس سيردانيا» المستقل. في الوقت نفسه شرع حرس الاقتحام في برشلونة بنزع سلاح العمال في الشوارع.
اشتدت المواجهات بين أنصار الثورة والمعارضين لها خلال شهر مايو 1937. ففي 13 الشهر بعد أحداث أيام مايو في برشلونة اقترح الوزيران الشيوعيان خيسوس هرنانديز توماس وفيسنتي يوريبا على الحكومة معاقبة الاتحاد الوطني للعمل (CNT) وحزب التوحيد الماركسي العمالي (POUM)، وأن تبدأ بمعاقبة الحزب الأخير أولا. وفي 16 مايو استقال لارجو كابييرو، وأعقب ذلك تشكيل حكومة اشتراكية برئاسة خوان نيغرين ولكن دون دعم من الفوضويين أو الثوريين.

### الأحداث اللاحقة
في 25 مايو 1937 تم استبعاد FAI من المحاكم الشعبية. وفي 8 يونيو أصدرت الحكومة (وكانت في بلنسية في ذلك الوقت) مرسوما حظرت بموجبه الكميونات الريفية التي لم تحل بعد. وفي 14 يونيو تشكلت حكومة خنيراليتات جديدة، ليس من ضمن تشكيلتها الأناركيين والثوار. وفي 15 يونيو تم حظر حزب POUM واعتقلت لجنته التنفيذية. في 16 يونيو تم حل الفرقة 29 (فرقة لينين التابعة لحزب POUM).
ونزل في أغسطس 1937 تعميم حكومي يحظر انتقاد الاتحاد السوفياتي. ثم أمرت الحكومة المركزية بحل مجلس دفاع أراغون، آخر هيئة متبقية من هيئات القوى الثورية، فدخلها الجيش الجمهوري في 10 أغسطس. واعتقل رئيسها خواكين أسكاسو. فرد الشيوعيون بقيام الفرقة 11 الشيوعية بمهاجمة لجانًا مختلفة للجماعيات الأراغونية وحلت جماعية الإنتاج الزراعي، الذي أعيد تنظيمه بعد فترة وجيزة. وفي 7 سبتمبر أعادت الحكومة ترخيص العبادة الدينية في السر، وهو أحد إجراءاتها العديدة التي حاولت إعادة سلطة الحكومة في منطقة الجمهورية، وكانت هناك مظاهرات في برشلونة ضد حل الصحيفة النقابية الأناركية "Solidaridad Obrera". وفي 16 سبتمبر تم حظر التجمعات السياسية في برشلونة. وفي 26 سبتمبر أعلن المجلس الأستري نفسه المجلس السيادي لأستورياس وليون المستقل عن الجمهورية الإسبانية.
وفي 21 أكتوبر خرجت مظاهرة للمقاتلين الأناركيين والاشتراكيين أمام سجن سان ميغيل دي لوس رييس في بلنسية، مهددين بفتح الأبواب إذا لم يطلق سراح السجناء. وفي 12 نوفمبر انسحبت CNT من لجان الجبهة الشعبية المناهضة للفاشية FPA.
في 6 يناير 1938، أصدرت الحكومة مرسومًا بحظر جميع الإصدارات للأوراق النقدية والمعدنية من قبل اللجان والكميونات والجماعيات وغيرها، ومنحت فترة شهر واحد لسحبها من التداول في محاولة لإنهاء ماتبقى من الثورة.
خلال تلك السنة عاد العديد من كبار ملاك الأراضي وطالبوا بإعادة ممتلكاتهم. أُلغيت الجماعية تدريجياً على الرغم من المعارضة الشعبية الكبيرة التي تخللتها.

## الثورة الاشتراكية

### اقتصادية
كان الهدف الرئيسي للثورة هو تخريب المخططات التقليدية والرأسمالية للاقتصاد، وإنشاء اقتصاد اشتراكي تحرري قائم على التنسيق من خلال اتحادات لامركزية وأفقية للتجمعات الصناعية التشاركية والكوميونات الزراعية. وكانت أهم التطورات الرئيسية هي تلك المتعلقة بملكية الاقتصاد وتنميته في جميع مراحله: الإدارة والإنتاج والتوزيع. تم تحقيق ذلك من خلال المصادرة واسعة النطاق والتجميع للموارد الإنتاجية المملوكة للقطاع الخاص (وبعض الهياكل الأصغر)، مع التمسك بالاعتقاد الأناركي بأن الملكية الخاصة هي ذات طبيعة استبدادية. كما تم إجراء العديد من الخبرات في إدارة ومراقبة العمال والتجمعات الزراعية في جميع أنحاء الأراضي الواقعة في أيدي الجمهورية. كانت التحولات في بعض البلدات والمدن تلقائية واتخذت مسارات مختلفة، ولكن العدد الكبير من الحالات قد نحت نحو برشلونة التي اتخذت الخطوة الأولى فتبعتها بقية إسبانيا.

#### الصناعة الاشتراكية
بعد الانقلاب وبداية الحرب الأهلية، اُغتيل العديد من الملاك في المنطقة الجمهورية أو سجنوا أو هربوا؛ مما ترك العديد من الشركات والمصانع دون إدارة في المنطقة الجمهورية. وهذا الوضع أدى إلى استيلاء النقابات عليها. وفي المجال الصناعي تم تنفيذ الثورة بطرق مختلفة. وسبب تلك الاختلافات عدة عوامل: اختفاء المالك، وقوة المنظمات العمالية وتوجهها السياسي، ووجود رأس مال أجنبي في الشركة نفسها، أو حتى وجهة منتجاتها. في مواجهة هذا الوضع، ظهرت ثلاثة توجهات للأغلبية:
- السيطرة على العمال: أدى وجود رأس المال الأجنبي إلى الحد من القدرة الثورية للعمال.
- التأميم: في الشركات ذات الإدارة المتعاطفة مع الشيوعية السوفيتية، ولاحقًا في جميع الصناعات الحربية.
- الملكية الاشتراكية: جرى في الصناعات التي لم يكن لديها حجم كبير من رأس المال الأجنبي واقتراب الانتماء السياسي ودفاعه عن فرضيات CNT-FAI.[19]

في بداية الحرب كانت كتالونيا تستحوذ على حوالي 70٪ من جميع الصناعات الإسبانية، وهي المركز العصبي لـ CNT والفوضوية الإسبانية، مما أعطاها أهمية في العملية الثورية، كونها واحدة من الأماكن التي جرت فيها بعض التجارب الثورية الأكثر راديكالية. في جميع الأماكن التي جرت فيها تنفيذ تلك التدابير في الصناعة، يجب مراعاة عوامل معينة، مثل نوع الصناعة أو نشوء المنظمات العمالية والأحزاب السياسية المختلفة، خاصة في بداية الثورة عندما كانت الإجراءات أكثر اتساعًا، ولديهم قدر أكبر من حرية الحركة ولم يكن لدى الدولة القدرة على الاعتراض.
تطبيق الإشتراكية
تألف هذا الإجراء بإدارة الصناعة من العمال أنفسهم. فعلى المستوى العملي أدى ذلك إلى إلغاء الملكية الخاصة من خلال الإدارة والملكية الجماعية، بناءً على مبادئ العمل المباشر ومعاداة السلطة. في هذه الحالة يتكون مجلس إدارة من حوالي خمسة عشر شخصًا شاركوا في جميع المستويات الإنتاجية والخدمية للشركة، وكان من الضروري تمثيل النقابات العمالية المركزية فيها بشكل نسبي. تم انتخاب هذا المجلس في مجلس عمالي كانوا مسؤولين عنه. توزعت المزايا على: العمال والشركات والأغراض الاجتماعية. داخل الشركة هناك صندوق احتياطي بين العمال، وهو مبلغ قررت الجمعية استخدامه من قبل لأغراض اجتماعية مثل المساهمات في الاتحادات الائتمانية الإقليمية أو العاطلين عن العمل أو الاستثمارات في التعليم والصحة.
تأميم
يتألف هذا الإجراء من إدارة الصناعة من قبل الدولة. وقد أدى ذلك إلى إلغاء الملكية الخاصة أمام إدارة وملكية الدولة. وتكون مجالس الإدارة تحت سيطرة الدولة وتنحسر الفوائد على الدولة والشركة نفسها. كان هذا هو الخيار الذي دافع عنه الحزب الشيوعي، لأنه بهذه الطريقة يمكن أن يضعف أحد أوضح مصادر القوة وهو المصدر الاقتصادي الذي اعتمدت عليه CNT.
السيطرة على العمال
احتوى هذا الإجراء على إنشاء لجنة عمالية تكون مسيطرة حسب ظروف العمل، والتحركات النقدية للشركات ومراقبة الإنتاج في جميع تلك الشركات التي ظلت الملكية فيها خاصة، باستثناء تلك التي لم يجمع عددًا كافيًا من الأفراد الذين تنطبق عليهم الشروط للانتماء إلى اللجنة. وتتكون هذه اللجان من ثلاثة إلى تسعة أعضاء، كانت تتكون من ممثلين عن النقابتين بطريقة متناسبة وتحاول تمثيل جميع الخدمات والصناعات التي تعاملت معها الشركة. وينتخب هؤلاء الممثلين في المجلس المركزي، وهي جمعية تقرر فيها ما إذا كان للجنة أيضًا الحق في التوقيع على تحركات الأموال، وتواتر الاجتماعات بين اللجنة وصاحب العمل، وتكرار الاجتماعات بينهما. لم تكن تلك المناصب مدفوعة الأجر، واستمرت لعامين وكانوا مسؤولين عن إدارتها أمام جماعية الشركة والمجلس العام للصناعة. وأقرت اللجنة ساعات العمل والزيادات والنقصان في الأجور وتغيير الفئات أو مكان العمل وإخطارات الغياب للعاملين. كان على اللجنة أن تجتمع مرة واحدة في الأسبوع لمناقشة مقترحات صاحب العمل والتأكد من الامتثال للأحكام الرسمية. كان تمثيل صاحب العمل لا يزال في سلطة التمثيل القانوني للشركة وسلطة التعاقد وحماية الصندوق والتوقيع وتحديد الأجور. إذا كان لدى الشركة كيان قانوني آخر مثل شركة عامة محدودة أو نموذج تجاري، فيتعين على عضو اللجنة حضور اجتماعات مجلس الإدارة للنقاش ولكن بدون تصويت.

#### المرتبات
كانت مكافأة العمل هي إحدى نقاط الاختلاف في وجهات النظر بين الأناركية والماركسية خلال المرحلة الثورية. فقد دافعت المنظمات الأناركية عن راتب عائلة واحد، بينما دافعت المنظمات الماركسية عن رواتب متدرجة وفقًا لنوع العمل المنجز. من شأن هذه الاختلافات أن تكون مدفوعة بالمفاهيم التي تمتلكها هاتان النظرتان للفرد ودافعه للإنتاج. بينما تفهم الأناركية الفرد على أنه موضوع له احتياجات ويجب تغطيتها، فإن الماركسية تفهم الفرد على أنه منتج. ومن ناحية أخرى تدرك الماركسية أن العامل سيعمل أكثر للحصول على أجر أعلى.

#### أمثلة على الصناعة الجماعية

##### صناعة الأفلام
كان اتحاد الترفيه التابع لـ CNT نموذجًا للتنظيم والعملية في وسائل الإعلام الكونفدرالية. كان من المهم أن دور السينما والمسارح في برشلونة كانت من أولى المهن وأكثرها صخبًا لنشطاء CNT في برشلونة بين 20 و 25 يوليو. وفي 26 يوليو تم تعيين «لجنة فنية» مسؤولة عن إعداد مشروع حدد إطار عمل جديد في دور السينما والمسارح. في نفس اليوم أنشأت حكومة خنيرال الكتالونية التي طغت عليها الأحداث مفوضية عروض كاتالونيا التي لم تنجح في الممارسة العملية، بسبب احتكار نقابة CNT من خلال عمالها المنتجين على الإنتاج بالكامل.
كان الحماس الثوري يشجع وينظم جميع الأنشطة السينمائية والمسرحية في برشلونة من 6 أغسطس 1936 إلى مايو 1937. فبدأ المشروع بتوحيد الأجور في فروع صناعة السينما. وتم تحديد مخصصات للمرض والعجز والشيخوخة والبطالة القسرية الدائمة. وعمل في هذا النظام كله حوالي 6000 شخص ودعم 114 دار سينما و 12 مسرح و 10 قاعات موسيقى خلال تلك الفترة. يمكن القول أنه كان أحد القطاعات التي كان لها مردود اقتصادي، حتى أنه تم بناء بعض دور السينما، وإصلاح دور أخرى.
على المستوى السياسي ، كانت الجماعية للسينما طريقة جديدة فهم الفن ومعاكسة بالأساس للنظام البرجوازي والرأسمالي. لم تكن هناك وحدة معايير في العملية الإبداعية، ولم يكن هناك جمود فكري خلف العدسة، ودمج «الفن السابع» شكلاً جديدًا من الصحافة من خلال إخراج الكاميرات إلى الشارع لتصوير ما كان يحدث من حولهم. تم الانطلاق إلى الشارع لمعرفة وجهات النظر، فأظهرت الرسائل على أنها معلومات مضادة. وهكذا حلت معلومات الشعب محل السلطة.
مابين 1936 و 1937 تم إنتاج أكثر من مائة فيلم من قبل شركة الإنتاج والموزع الذي أنشأته CNT. كان النوع الوثائقي بلا شك هو الأكثر إنجازًا حيث غمر إطار الحرب حتمًا أي نشاط. تم إنشاء اتحاد صناعة السينما (بالإسبانية: SIE Films)‏ أو نقابة صناعة الترفيه، والعلامة التجارية Spartacus Films لإنتاج الأفلام. كان لدى الاتحاد استوديوان كبيران بهما ثلاث هضاب للتصوير. ومع ذلك فإن قمع مايو 1937 خنق الثورة الاجتماعية في شوارع برشلونة، وعلى الرغم من استمرار إنتاج الأفلام إلا أن معدل الإنتاج السابق قد تباطأ بقوة.
كان إنتاج الأفلام الأناركية تجربة فريدة من نوعها. فقد كانت جزءًا كبيرًا من الحياة الإبداعية في كاتالونيا في ذلك الوقت وانتشر في أراغون ومدريد وليفانتي من خلال نماذج مختلفة، وربما تكيفت مع ظروف البلدات والمدن والعاملين الذين جعلوها ممكنة. على الرغم من أن النشاط الإنتاجي في مدريد كان أقل أهمية منه في برشلونة، فقد تم تصوير 24 فيلما من الأفلام الوثائقية والخيالية.

##### صناعة الأخشاب
عمل ما بين 7000 و 10000 شخص في صناعة الأخشاب أو في فروعها الصناعية خلال الحرب الأهلية. وبعد الإضراب العام وعودة العمال إلى شركاتهم وورشهم، بدأ عمال الأخشاب في بتشكيل الاشتراكية في قطاعهم الصناعي. فبدأوا بالاستيلاء على الشركات، ومن خلال خطة عامة لترشيد الجهود والموارد قاموا بإغلاق ورش العمل التي لم تستوف شروط الصحة والسلامة الكافية، وتجميعها في مساحات كبيرة وواضحة على الرغم من أنه في البداية كانت هناك ورش عمل صغيرة، إلا أنها أضيفت لاحقًا إلى التطبيق الإشتراكى. بعد بضعة أشهر من العفوية تم تنسيق الجهود مثل العمل ثمان ساعات، وتوحيد الأجور وتحسين ظروف العمل وزيادة الإنتاج. مر التطبيق الإشتراكى من قطع الأشجار في جبال البرانس إلى توزيع الأثاث الجاهز بجميع مراحل الإنتاج: المنشرة وتركيب المفاصل النجارة والنجارة.
تم إنشاء مدرسة مهنية ومكتبات متخصصة، وكان هناك أيضًا معرض الأثاث الاشتراكي في 1937. وتمكنوا من التنسيق مع صناعة الأخشاب في ليفانتي لتصنيع أنواع مختلفة من الأثاث وليس التنافس. على الرغم من أن بعض التبادلات تتم من خلال المقايضة (مع الفروع الاشتراكية الأخرى أو مع بعض المجتمعات الزراعية) فقد كان عليهم في معظم الحالات استخدام النقود.

#### المجتمع الزراعي
أدى توجه نحو الملكيات الأراضي الزراعية الكبيرة (بالإسبانية: Latifundio)‏ في الريف الإسباني إلى اضطرابات واسعة النطاق بين الفلاحين. حيث فشلت مصادرة القرن التاسع عشر في تعديل قوي لهيكل ملكية الأراضي ولم تحقق عملية الإصلاح الزراعي للجمهورية توقعات التغيير. وهكذا وبسبب التمرد بدأت عملية ثورية صادر فيها الفلاحون الأراضي ونظموا مجتمعات ذاتية الإدارة على أساس الملكية الجماعية لوسائل الإنتاج. هذه الظاهرة سميت «الجماعية». تم إنشاء الجماعيات من خلال وسائل مختلفة. في المناطق التي لم يسيطر عليها القوميون بدأت البلديات والفلاحون أنفسهم في العمل الجماعي.
شكلت هذه الجماعات نظام عمل جماعي تم فيه مصادرة أراضي الأرستقراطيين وملاك الأراضي وضمها إلى أراضي الجماعيات الأخرى. تم الاحتفاظ بالحيوانات والأدوات والعمل بشكل جماعي. عقدت اجتماعات دورية لتوجيه ما كان يفعله المجتمع، وكذلك للتفاوض مع الجماعيات الأخرى وتشجيع التبادل. ولدت معظم هذه الجماعيات رداً على الأراضي التي تركت فارغة أو استولت عليها اللجان بعد الانقلاب. أحصى معهد الإصلاح الزراعي ما بين 1500 و 2500 جماعية في أنحاء إسبانيا. أصبحت تلك الجماعيات منظمة إقليمياً كما هو الحال في أراغون، وفي قشتالة مع توحيد اتحادات الفلاحين، أو في ليفانتي مع إنشاء مجلس ليفانتي الموحد للتصدير الزراعي CLUEA. وكانوا حاضرين في المقترحات السياسية والاقتصادية لكل تشكيل طوال الحرب، باعتبارهم ساحة معركة أيديولوجية داخل الجانب الجمهوري. وإذا أراد مالك صغير الاستمرار في العمل في الأرض بمفرده، فيمكنه فعل ذلك طالما لم يوظف أحدًا. أي أن الجماعيات هي منظمات داخل المدن تدير إنتاج وعمل وتوزيع جميع السلع والخدمات. وكانوا في بعض البلدات هم سكانها جميعا، بينما في مدن أخرى هم مجرد جزء منها. كان الاتحاد الوطني لعمال الأراضي (FNTT) الذي يديره اتحاد العمال العام UGT قد ضم في سنة 1936 أكثر من نصف مليون منتسب واكثرهم يعمل لصالح الجماعيات.

##### سياستها
صناعة القرار
بعد الممارسات التحررية، أضحت الجماعيات محكومة ببنية يمكن تعريفها أنه «من الأسفل إلى الأعلى». أي يتم اتخاذ جميع القرارات والتعيينات في اجتماع، ويشارك فيه لمن يريد من السكان. تتم في هذه الاجتماعات مناقشة جميع القضايا المتعلقة بالناس، ويمكن للأشخاص أيضًا المشاركة إن قرروا عدم الانضمام إلى الجماعية دون تصويت في هذه الحالة. وتتم في تلك الجماعيات مناقشة تقدم المجتمع والإجراءات الواجب اتخاذها.
الفيدرالية
على مستوى تنظيمي أوسع كانت الجماعيات تتطلع إلى تنظيم نفسها في اتحادات على غرار أراغون. كانت هناك مؤتمرات لصالح إنشاء اتحادات للجماعيات، ولكن لم يكن بأي حال من الأحوال هيئة أكثر تفصيلاً مما في أراغون. كانت هناك حالات أخرى من الفيدرالية مثل مجلس ليفانتي الموحد للتصدير الزراعي CLUEA. كما كان هناك تبادل بين الجماعيات إما على شكل مقايضة بأموالهم الورقية الخاصة أو بالأموال الرسمية.
حماية البيئة
أقامت الثورة الإسبانية العديد من الإصلاحات البيئية التي ربما كانت الأكبر في العالم في ذلك الوقت. ولاحظ دانييل غيران أن أراضي الأناركيين متنوعة المحاصيل وتمدد الري، وبدأت بإعادة التشجير وبدء مشاتل الأشجار. وبمجرد اكتشاف ارتباط بين تلوث الهواء والسل، أغلقت CNT العديد من مصانع التعدين.

##### اقتصاد
شكل الفلاحون الجماعيات في القرى نتيجة هجر أو مصادرة أو تكديس الأراضي وأدوات العمل. وهي مجموعة أشخاص تربطهم وحدة الانتماء، وقسموا بينهم الأعمال المنوطة بهم. في الأماكن التي لم يلغى المال بعد، يكون الراتب في معظم الحالات راتبًا عائليًا. أي أنه يكون وفقاً لأفراد الأسرة من زيادة أو نقصان حسب الأطفال.
النقود
عملت السياسات الاقتصادية للجماعات الأناركية بالدرجة الأولى وفق المبدأ الشيوعي الأساسي «من كل حسب قدرته إلى كل حسب حاجته». وأحد الجوانب الأكثر بروزًا في المجتمعات هو الأساليب التي واجهوا بها مشكلة المال وتوزيع المنتجات. ففي القرى والبلديات التي تم فيها إلغاء النقود، تم البحث عن حلول أخرى، تنوعت حسب المنطقة والمدينة، مثل: قسائم موقعة أو مختومة من قبل اللجان، أو دفاتر الحسابات، أو العملات المعدنية المحلية، أو جداول الحصص، أو دفاتر الشيكات الفردية أو العائلية. وفي الأماكن التي ألغي فيها المال، إلا أنها ظلت تستخدمه في الحصول على منتجات أو أدوات لا يمكن للبلدية أو القرية انتاجها.
عوائق
كانت أكبر المشاكل التي واجهتها الجماعيات هي المشاكل الناجمة عن الحرب: نقص المواد الخام مثل الأسمدة والبذور والدواليب والأدوات، وكذلك نقص العمالة بسبب التعبئة. ولديهم أيضًا مشاكل كبيرة في علاقتهم بالدولة، حيث كانت تعبر عن السلطة خارج الدولة وأيضًا تعد منافسًا أيديولوجيًا للشيوعية التي هيمنت على الحكومة. ولذلك عانوا من التمييز في تمويل معهد الإصلاح الزراعي، ومنافسة CLUEA في ليفانتي، والنقابات المهيمنة في كتالونيا أو الحل القسري في أراغون.

##### ردة الفعل
بمجرد أن بدأت الدولة باستعادة بنائها، حاولت إيقاف أي كيان ثوري أو على الأقل توجيهه أو تقنينه. فيما يتعلق بالجماعيات، أصدر وزير الزراعة أوريبي قرارًا سعى بتقنين الجماعيات الزراعية، وأعطى هذا المرسوم أهمية قوية للمزارع الفردي.

#### نطاق الثورة
غالبًا ما كانت الأرقام غامضة، حيث تم التعامل مع أرقام متعددة. يقول جاستون ليفال أن هناك 3 ملايين شخص شاركوا. أما فيرنون ريتشاردز فأشار إلى 1,500,000. ويقول فرانك مينتز في دراسة أجريت 1970 أن العدد كان بين 2,440,000 و 3,200,000. ولكنه راجع الأرقام سنة 1977 ووضعها عند 1,838,000 منتسب إلى الجماعيات.

### الثورة الإسبانية في التعليم
كانت هناك أيضًا تجارب مهمة في المجال التعليمي، على الرغم من أن هذه التجارب كما سنرى لها عيوب كبيرة للقيام بعمل أكثر كثافة. وأحد أهم التغييرات هو انتقال التعليم من كونه مجالًا دفاعيًا ومدمِّرًا للرأسمالية ليصبح مفهوما كونه ركيزة أساسية لبناء المجتمع الثوري الجديد.

#### التعليم الابتدائي والثانوي
من المهم ملاحظة الفرق بين البيئة الريفية والحضرية في التعليم الابتدائي والثانوي. وكذلك الإسهاب بالحديث عن الاختلافات الإقليمية والتأثيرات التي كانت موجودة في كل منها. ولكن يجب أن نبدأ بالحديث عن مجلس المدرسة الموحدة الجديد (UNSC). الذي أنشئ في كتالونيا يوم 27 يوليو 1936، ومهمته هي إعادة هيكلة النظام التعليمي في كتالونيا. يمكن فهم هذه المنظمة على أنها نموذج للإدارة العامة للتعليم: مجاني وتعليمي مختلط وعلماني مع استخدام اللغة الأم وتوحيد المستويات التعليمية المختلفة. ومع ذلك أثارت CENU الشكوك داخل مليشيا CNT الكتالونية وتم إنشاء اتحاد إقليمي للمدارس العقلانية خارج تلك المنظومة. ومع هذا فإن تأثيرها على المناطق المجاورة واضح.
في المناطق الريفية اضطرت الحركة الجماعية إلى التدخل بشكل مباشر أكثر من المدن. قد يكون السبب هو: إما لعدم وجود هياكل تعليمية سابقة، أو لأخذ قدر أكبر من الاستقلالية، ففي العديد من البلديات الريفية واجهت مجتمعاتها نفقات محلية ومهنية وبلدية. كان من المهم الأخذ بالاعتبار قوانين بعض الأقاليم التي تحظر عمل الأطفال.

#### التدريب المهني والتقني
تم إنشاء عدة مبادرات في مجال التدريب المهني والتقني. ففي المجال الصناعي حاولت النقابات التي تفتقر إلى الفنيين بتدريب أعضائها. ومن بين تلك المبادرات مدارس ذات المهن الخاصة: سكك الحديد والبصريات وعمال نقل وعمال التعدين وأقسام مخصصة للتدريب المهني. وفي المجال الزراعي نفذت اتحادات النقابات بعضًا من تلك المبادرات، من بينها مدرسة السكرتارية في ليفانتي وجامعة مونكادا الزراعية والمعهد الإقليمي للثروة الحيوانية والزراعية ومدرسة المناضلين في مونزون.

#### ثقافة التعليم غير الرسمي
كانت هناك مراكز ثقافية للتعليم غير الرسمي، مثل المسارح التحررية والمراكز الاجتماعية الشعبية التي تطور مهام إعلامية وثقافية أو أي أعمال أخرى. كان للأثينيوم تقليد قوي جدًا حيث الأناركية تتمتع فيها بالقوة، وتوسعت في الحرب حتى ولجت مناطق ذات هيمنة ضعيفة لـ CNT مثل مدريد، فأنشأت مدارس وتأمين صحي وطورت أنواع أخرى من الخدمات. كما أقامت مقاطعات أخرى مبادرات متعددة مثل إنشاء مكتبات والأنشطة الفنية والمنتديات السينمائية وإنشاء الفرق المسرحية والمسارح، والأكاديميات الخاصة ودور الحضانة.

#### مواجهة المشاكل
كانت المشاكل التي واجهوها لها ارتباطات مختلفة: مثل المشاكل النمطية لحالة الحرب، ويضاف إليها أولئك الذين هم داخل المجال التعليمي، كذلك المشاكل المتعلقة بحركة مدرسة الترشيد.
- من الضروري الإشارة أولًا إلى الهيكل المدرسي الضعيف الذي عانت منه إسبانيا.[b] وتتفاقم تلك المشكلة في الريف، حيث افتقار عدد كبير من البلدات للمدارس أو أنها في وضع محفوف بالمخاطر، مع استمرار العديد من المجتمعات بمحاولة القضاء على عمالة الأطفال.[69]
- بمعنى مشابه للنقطة السابقة فإن إحدى المشاكل التي عانت منه المدرسة على المستوى العام ومدرسة الترشيد على المستوى الخاص هو نقص المعلمين المدربين. لا تنفصل تلك المشكلة عن ضعف هيكلية التعليم، التي تتفاقم في الريف مع فترة الإجازة الصيفية.[70] كان لقلة المعلمين المدربين حادثة خاصة في المجال التحرري لأن معظم الأشخاص المسؤولين عن مدارس الترشيد كانوا مناضلين مع الاهتمام وحسن النية.[71]
- من ناحية أخرى فإن إحدى المشاكل التي جرت محاولات لحلها هي ضعف التنسيق بين مراكز الترشيد. وفي معظم الحالات يكون هذا التنسيق غير رسمي على أساس العلاقات الخاصة أو الجوار. وكان الرد الأكثر إثارة للاهتمام هو الاتحاد الإقليمي للمدارس الترشيد في كتالونيا، الذي خطط لإنشاء معيار تحريري وترشيدي. ولكن لم يكن للاتحاد أي تطور ملحوظ.[72]
- وأخيراً يجب الإشارة إلى ندرة الموارد الاقتصادية والمادية بسبب الحاجة إلى الحفاظ على اقتصاد الحرب والغرق الاقتصادي الذي تعرضت له الحركة الجماعية. كان هذا النقص في الموارد عنصرًا أساسيًا لعدم إعادة تنظيم الهيكل التعليمي، مع مشاكل مثل نقص المِنَح، والتي عوضها بالانتقال إلى مباني أخرى.[73]

### الثورة والحرب الأهلية والميليشيات
أدى تزامن الثورة مع الحرب الأهلية الإسبانية إلى تطوير عدة مبادرات في المجال العسكري بتنسيق من الإدارات الجديدة التي أنشأتها الموجة الثورية، والتي لم ينجح معظمها.

#### جبهة أراغون

خريطة لجبهة أراغون.

كان طابور دوروتي هو أول مبادرة عسكرية خرجت في 24 يوليو 1936، وهي ميليشيا تطوعية توجهت من برشلونة نحو سرقسطة. أما آخر طابور فقد غادر برشلونة في 28 أغسطس في اتجاه وشقة. اتجهت معظم طوابير برشلونة ولاردة نحو وشقة وسرقسطة، وأعمدة بلنسية نحو طرويل، وحاصروا مرارًا عواصم المقاطعات الثلاث. استمرت تلك العملية حتى نهاية سبتمبر، عندما واجهت معركة مدريد الحتمية، تخلت بعض الأعمدة عن استقلالها وخضعت لمتطلبات الحكومة.

#### إنزال ميورقة
كانت فكرة رحلة استكشافية إلى مايوركا موجودة منذ 19 يوليو بعدما أخذها القوميون مع إيبيزا وفورمينتيرا. في ذلك الوقت كانت منورقة هي الجزيرة الوحيدة في أرخبيل البليار التي لم تكن متحالفة مع القوات المسلحة في 17 يوليو 1936. تمكن الجمهوريون من استعادة جزر إيبيزا وفورمينتيرا وكابريرا، وهبطوا في جزيرة ميورقة في منطقة بونتا عامر وبورتو كريستو. في 5 سبتمبر بدأت قوات بايو بالانسحاب من مايوركا والعودة إلى برشلونة، واستمر الانسحاب حتى 12 سبتمبر. وانتهى نهائيا ماسمي بإنزال ميورقة بعدما قامت القوات المتمردة قادمة من بالما دي مايوركا باحتلال إيبيزا وفورمينتيرا يوم 20 سبتمبر.

#### الدفاع عن مدريد
جرت آخر عملية كبرى لميليشيات CNT في نوفمبر 1936. بعدما توفي بوينافينتورا دوروتي أحد الأبطال الرئيسيين للثورة يوم 20 نوفمبر 1936. وقد قاومت مدريد هجوم المتمردين بسبب دعم وصمود الميليشيات الشعبية إلى جانب تعزيزات الألوية الدولية. في الدفاع عن المدينة التالي، تدخل العديد من الأناركيين النقابيين مثل الطابور الذي قاده المدريدي سبريانو ميرا. وبالنهاية انضمت مليشيات CNT إلى الجيش الجمهوري الإسباني في 1937.

## النقد
تركزت انتقادات الثورة الإسبانية بالأساس على مزاعم الإكراه من المشاركين الأناركيين (بشكل أساسي في التجمعات الريفية في أراغون)، والتي اتهمها النقاد بأنها تتعارض مع المبادئ التنظيمية التحررية. وادعى بولوتين أن تقارير CNT-FAI بالغت في الطبيعة التطوعية للجماعة وتجاهلت الحقائق الأكثر انتشارًا للإكراه أو القوة الشديدة باعتبارها سمة أساسية للتنظيم الأناركي. كما أكد على الطبيعة القسرية بشكل عام لمناخ الحرب والفوضى في التنظيم العسكري، والانتشار في أجزاء كثيرة من الريف ليكون عنصر في تأسيس الجماعية، حتى لو لم يتم استخدام العنف أو القوة المباشرة لإلزام المشاركين ضد إرادتهم.
هذه التهمة ذكرها المؤرخ رونالد فرازير في كتابه دم إسبانيا: تاريخ شفهي للحرب الأهلية الإسبانية [الإنجليزية]، الذي علق على أن القوة المباشرة ليست ضرورية في مناخ الحرب:
رد المتعاطفون الأناركيون على أن وجود «مناخ قسري» هو أمر لا مفر منه من أمور الحرب ولايمكن إلقاء اللوم في ذلك على الفوضويين فقط، وأن وجود الإكراه المتعمد أو القوة المباشرة كان قليلا، كما يتضح من مزيج سلمي بشكل عام من الجماعيين والمعارضون الفرديون الذين اختاروا عدم المشاركة في التنظيم الجماعي. وقد ذكر ذلك المؤرخ أنتوني بيفور في كتابه: الحرب الأهلية الإسبانية، 1936-1939:
يؤكد المؤرخ غراهام كيلسي أيضًا أن الجماعات اللاسلطوية تم الحفاظ عليها بشكل أساسي من خلال المبادئ التحررية للارتباط والتنظيم الطوعي، وأن قرار الانضمام والمشاركة بشكل عام هو خيار عقلاني ومتوازن تم اتخاذه بعد زعزعة الاستقرار وغياب الرأسمالية كقوة قوية فعالة في المنطقة. وقال مايكل سيدمان أن هناك تناقضات أخرى مع الإدارة الذاتية للعمال أثناء الثورة الإسبانية. وأشار إلى أن CNT قررت أنه يمكن فصل العمال بسبب «الكسل أو الفجور» وأيضًا أنه يجب أن يكون لدى جميع العمال «ملف يتم فيه تسجيل تفاصيل شخصياتهم المهنية والاجتماعية». كما أشار إلى ذلك وزير العدل في CNT غارسيا أوليفر ببدء إنشاء معسكرات العمل، وحتى أكثر اللاسلطويين تماسكًا أصدقاء دوروتي دافعوا عن «العمل الجبري». ومع ذلك أوضح غارسيا أوليفر رؤيته المثالية للعدالة في بلنسية يوم 31 ديسمبر 1936؛ سيجد المجرمون العاديون الخلاص في السجن من خلال المكتبات والرياضة والمسرح. وينفذ السجناء السياسيون إعادة التأهيل من خلال بناء التحصينات والطرق الاستراتيجية والجسور والسكك الحديدية ويحصلون على أجور لائقة. اعتقد غارسيا أوليفر أنه من المنطقي إنقاذ حياة الفاشيين أكثر من الحكم عليهم بالإعدام. هذا على النقيض من سياسة الإبادة الجماعية للمعارضين السياسيين التي تم سنها في منطقة المتمردين خلال الحرب.
قلل المؤلفون الأناركيون في بعض الأحيان من المشاكل التي واجهتها الطبقة العاملة خلال الثورة الإسبانية خلال الفترة المبكرة للحركة. على سبيل المثال اعترف غاستون ليفال بأن الجماعات فرضت نظام عمل صارم، ولكنه كتب هذا التعليق في الحاشية.